# Cung điện Nagytétény

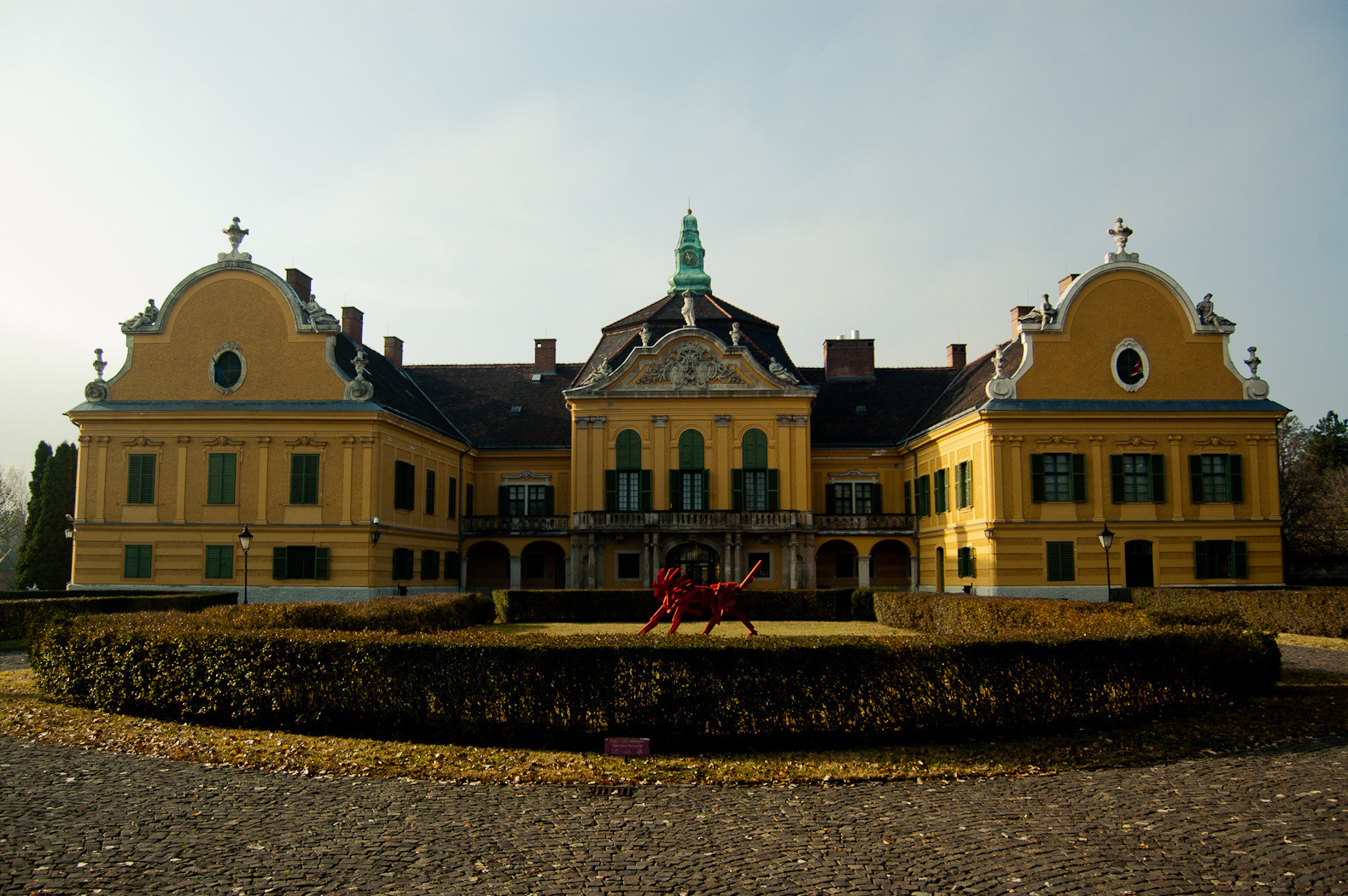
Cung điện Nagytétény (2007)

Cung điện Nagytétény hay Cung điện Száraz-Rudnyánszky là bảo tàng đồ nội thất thuộc Bảo tàng Nghệ thuật Ứng dụng Budapest, Hungary. Địa chỉ của Cung điện nằm ở số 9-11 Phố Kastélypark, Quận 22, thủ đô Budapest.

## Lịch sử của tòa nhà
Cung điện là một trong những di tích tiêu biểu cho kiến trúc Baroque ở Hungary. Trong khoảng thời gia từ năm 1743 đến năm 1751, Nam tước József Rudnyánszky (vợ: Julianna Száraz) đã tiến hành xây dựng Cung điện Száraz-Rudnyánszky trên mảnh đất của một biệt thự thời La Mã dựa trên thiết kế của kiến trúc sư András Mayerhoffer. Cung điện Száraz-Rudnyánszky xây dựng theo phong cách kiến trúc trang trọng và lộng lẫy của Cung điện Grassalkovich và Cung điện Gothic (gắn liền với lịch sử hình thành của Vương triều Árpád).

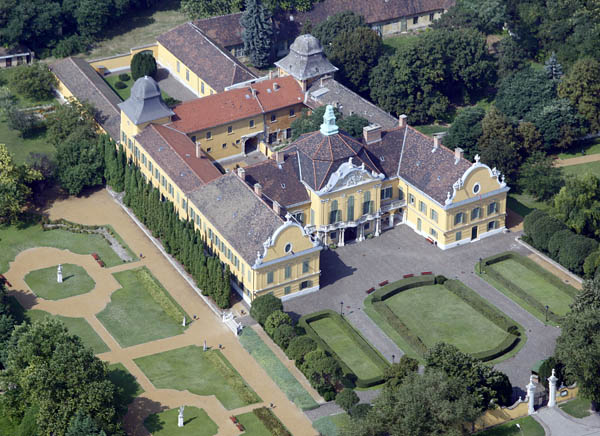
Cung điện nhìn từ trên cao

Trong vòng một trăm năm mươi năm (từ năm 1541 đến năm 1686) Đế Quốc Ottoman chiếm đóng cung điện Nagytétény, nơi đây đã trở thành nhà của các sĩ quan cấp cao Đế quốc Ottoman. Năm 1686, thuyền trưởng Ferenc Buchingen được trao tặng cung điện như một món vinh danh công lao của ông trong cuộc chiến tranh chống lại người Thổ Nhĩ Kỳ. Đến năm 1716, nhà văn György Száraz đã mua lại cung điện và bắt đầu tái thiết, mở rộng tòa nhà.
Sau khi Julianna Száraz-Rudnyánszky (vợ Nam tước József Rudnyánszky) qua đời vào năm 1798, cung điện chia thành ba phần thừa kế. Năm 1904, một trận hỏa hoạn lớn đã thiêu cháy toàn bộ đồ đạc bên trong cung điện. Đến Thế chiến thứ hai, tòa nhà tiếp tục bị hư hại nặng. Vào năm 1948, Bộ Nông nghiệp Hungary đã chính thức sử dụng cung điện làm bảo tàng. Việc xây dựng lại cung điện hoàn thành trong vòng một năm (1951), và ngay sau đó cuộc triển lãm đồ nội thất đầu tiên được tổ chức như một món quà dành cho người dân Hungary. Năm 1989, cơ sở vật chất của tòa nhà xuống cấp, cung điện phải đóng cửa. Sau khi công việc trùng tu bắt đầu vào năm 1997, đến năm 2000 Bảo tàng Cung điện đã chính thức mở cửa trở lại cho công chúng.
Sân thượng của cung điện ban đầu thông ra bờ sông Danube nhưng sau đó bị chia cắt bởi tuyến đường sắt và một con đường lớn. Trải qua rất nhiều sự thay đổi, giá trị của Cung điện không chỉ nằm ở phong cách kiến trúc độc đáo mà còn trở thành một minh chứng lịch sử của thủ đô Budapest.

## Triển lãm
Triển lãm nghệ thuật ứng dụng giới thiệu các hiện vật đồ nội thất của Hungary với nước ngoài bao gồm khoảng 300 mặt hàng trưng bày trong hơn hai chục phòng, trong đó nổi bật nhất là những tấm thảm, bếp và đồ gốm đương đại.